# Municipio de Sappa (Nebraska)
El municipio de Sappa (en inglés: Sappa Township) es un municipio ubicado en el condado de Harlan en el estado estadounidense de Nebraska. En el año 2010 tenía una población de 265 habitantes y una densidad poblacional de 2,84 personas por km².

## Geografía
El municipio de Sappa se encuentra ubicado en las coordenadas 40°7′58″N 99°34′25″O / 40.13278, -99.57361. Según la Oficina del Censo de los Estados Unidos, el municipio tiene una superficie total de 93.18 km², de la cual 93,18 km² corresponden a tierra firme y (0 %) 0 km² es agua.

## Demografía
Según el censo de 2010, había 265 personas residiendo en el municipio de Sappa. La densidad de población era de 2,84 hab./km². De los 265 habitantes, el municipio de Sappa estaba compuesto por el 97,74 % blancos, el 1,13 % eran de otras razas y el 1,13 % eran de una mezcla de razas. Del total de la población el 3,02 % eran hispanos o latinos de cualquier raza.